# 学校法人原田学園 (鹿児島県)
学校法人原田学園（がっこうほうじんはらだがくえん）は、鹿児島県鹿児島市谷山中央二丁目に本部を置く学校法人。幼稚園、高等学校、専門学校を運営する学校設置者である。
以前は鹿児島工業短期大学も運営していた。学園本部は鹿児島情報高等学校内にある。以前は学校法人鹿児島原田学園としていたが現在は学校法人原田学園となっている。
また、しらゆき保育園は系列の社会福祉法人しらゆき福祉会が運営している。

## 沿革
- 1955年（昭和30年）9月15日 - 原田幸孝が南九州無線通信電話専門学校を設立する。
- 1955年（昭和30年）10月28日 - 南九州無線通信電話専門学校が各種学校として認可される。
- 1959年（昭和34年）10月20日 - 学校法人原田学園が認可される[1]。
- 1960年（昭和35年）4月1日 - 鹿児島電波工業高等学校を設立する。
- 1963年（昭和38年）4月1日 - 鹿児島電波工業高等学校を鹿児島電子工業高等学校に改める。
- 1966年（昭和41年）4月1日 - 学校法人原田学園を学校法人鹿児島原田学園に改める[2]。
- 1966年（昭和41年）4月1日 - 南九州無線電信電話専門学校を改組して鹿児島工業短期大学電子工学科を設置。
- 1973年（昭和48年）3月31日 - 鹿児島工業短期大学閉校。
- 1989年（平成元年）4月1日 - 鹿児島ハイテク専門学校設立
- 1991年（平成3年）4月1日 - 鹿児島電子工業高等学校を鹿児島情報高等学校に改める。
- 1997年（平成9年）11月28日 - 原田学園コンピュータテクニカルセンター設置。
- 2008年（平成20年）4月1日 - 鹿児島ハイテク専門学校の商業系・メカトロニクス系・情報系課程の学科および科を原田学園ハイテク専門学校に改称。その他の学科より原田学園デジタルアーツ専門学校[3]、原田学園こども・医療秘書専門学校[4]、原田学園ビューティ専門学校[5]が設置される。同時に姉妹校の鹿児島医療技術専門学校と鹿児島動物専門学校と合わせて原田学園専門学校グループを設置。
- 2013年（平成25年）4月1日 - 3月31日に原田学園デジタルアーツ専門学校、原田学園こども・医療秘書専門学校及び原田学園ビューティ専門学校の3校を廃止し[6]、原田学園ハイテク専門学校が鹿児島キャリアデザイン専門学校に改称し、同時に廃止された3校を統合する。
- 2015年（平成27年）4月1日 - 鹿児島動物専門学校を廃校し[7]、学科を鹿児島キャリアデザイン専門学校に統合する。
- 2017年（平成29年）4月1日 - 原田賢幸が理事長に就任。

## 設置学校

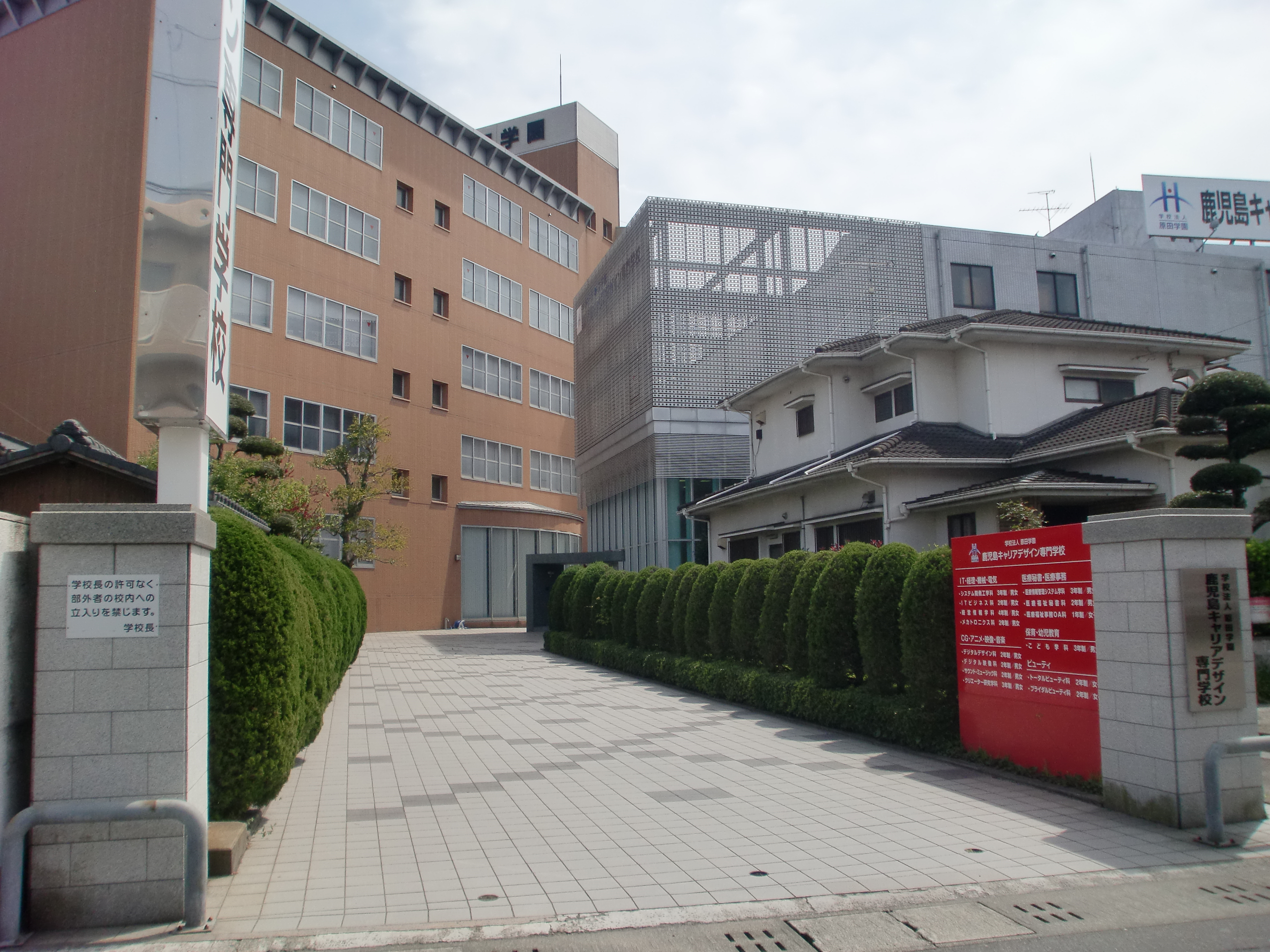
鹿児島キャリアデザイン専門学校本部

専門学校
- 原田学園専門学校グループ
  - 鹿児島キャリアデザイン専門学校
2013年4月1日、原田学園ハイテク専門学校から改称しハイテク専門学校グループ4校を統合、2015年に鹿児島動物専門学校を統合。
  - 鹿児島医療技術専門学校（谷山校・平川校）

高等学校
- 鹿児島情報高等学校

幼稚園
- こまつばら幼稚園

その他
- 原田学園スイミングスクール
- しらゆきこども園(保育園)

## かつて設置していた学校
短期大学
- 鹿児島工業短期大学（1966年 - 1973年）

専門学校
- 原田学園デジタルアーツ専門学校（2008年 - 2013年）
- 原田学園こども・医療秘書専門学校（2008年 - 2013年）
- 原田学園ビューティ専門学校（2008年 - 2013年）
- 鹿児島動物専門学校（2006年-2015年）

## 不祥事
- 2014年 しらゆきこども園の園児が園外へ出奔し、一時行方不明になった。[8]
- 2017年 鹿児島情報高等学校の生徒の氏名・住所・電話番号・奨学金の貸与状況などの個人情報1,355人分が学校外部に流出し、インターネットサイトに掲載されていたことが判明した。[9][10]
- 2022年 原田学園スイミングスクールに通う小学生が送迎バス内に置き去りにされる事件が発生した。[11]